# Эсхин
Эсхин (др.-греч. Αἰσχίνης; 389 г. до н. э. — 314 г. до н. э.) — древнегреческий государственный деятель, один из десяти аттических ораторов.

## Биография
Эсхин родился около 390/389 года до н. э. в семье Атромета и Главкофеи в аттическом деме Котокиди. О жизни отца Атромета известно немногое. Он принадлежал к афинской аристократии, так как имел какое-то отношение к роду Этеобутадов. Во время Пелопоннесской войны Атромет разорился, затем был вынужден бежать из Афин из-за преследования режима «Тридцати тиранов» в 404 году до н. э., а затем участвовал в походе Фрасибула, который завершился восстановлением демократии. Из-за этих событий он разорился и впоследствии зарабатывал на жизнь обучая детей письму. Семья Атромета была многодетной. В источниках по именам упомянуты два брата Эсхина — Афобет и Филохар.
Многие подробности о семье Эсхина, которая ничем особо не была примечательной, а также о его ранних годах жизни, дошли до современников в изложении или пересказе политических врагов Эсхина. Соответствующие утверждения о том, что Атромет был рабом, мать Эсхина проституткой и другие подобные, согласно мнению современных историков, являются недостоверными.
В молодости Эсхин участвовал в нескольких сражениях — в битве у Немейского ущелья 363 года до н. э., битве при Мантинее 362 года до н. э., а также двух походах на Эвбею 357 и 349/8 годов до н. э. Согласно информации из речи самого Эсхина, он был удостоен похвал начальников и венка за проявленную доблесть по время сражения при Таминах во время второго похода на Эвбею.
В начале своей карьеры в мирное время Эсхин подрабатывал учителем, писцом и, возможно, выступал на театральной сцене. Также он брал уроки актёрского мастерства. Затем он примкнул к политической партии Евбула.
После осады Олинфа был в составе посольства в Пелопоннесе, где организовал кампанию против Филиппа Македонского.
Весной 347 г. до н. э. Эсхин своим выступлением на собрании из десяти тысяч человек в Мегалополисе в Аркадии побудил их объединиться и выступить против Филиппа.
Весной 346 года до н. э. вошёл в число десяти послов к Филиппу II. После возвращения в Афины Народное собрание должно было либо принять, либо отвергнуть предложения македонского царя. Эсхин поддержал «партию мира» и, в конечном итоге, афиняне приняли решение завершить войну. Так называемый Филократов мир оказался недолгим и невыгодным для афинян. Вскоре после его заключения Демосфен со своими сторонниками начали кампанию против инициаторов заключения мирного договора с обвинениями в измене, вызванной подкупом. В изгнание ушёл Филократ. Под удар также попал Эсхин, хоть его роль в заключении Филократова мира была незначительной.
В начале 345 года до н. э. Тимарх при поддержке Демосфена инициировал суд против Эсхина обвинив его в ненадлежащем выполнении обязанностей посла и сговоре с Филиппом II. В ответ на это Эсхин потребовал докимасии Тимарха, то есть проверки его права выступать в Народном суде. Согласно законодательству Древних Афин лица с запятнанной репутацией не могли произносить речи перед народом. Эсхин обвинил Тимарха в развратном поведении и занятии проституцией. Судьи признали Тимарха виновным и, несмотря на поддержку Демосфена, лишили его афинского гражданства. 
Его медлительность во время второго посольства (346 г. до н. э.), призванного ратифицировать мирное соглашение, вызвало негодование у Демосфена и Тимарха, стало поводом для обвинений в измене. Эсхин показал себя прекрасным оратором и опровергнул все обвинения Демосфена (первая речь Эсхина). В 343 г. до н. э. Демосфен возобновил наступление, и Эсхин снова ответил блестящей речью (вторая речь Эсхина).
В свою очередь Эсхин выдвинул против Демосфена несколько серьёзных обвинений (третья речь), но на этот раз Демосфен одержал победу. Чтобы избежать уплаты большого штрафа, Эсхин отправился в изгнание на Родос, открыл школу риторики, позже переехал на Самос, где умер в семьдесят четыре года.
Три речи Эсхина, которые в древности называли «Три грации», сохранились.
Сохранился также сборник из 12 фиктивных писем Эсхина, составленный в поздней античности.

## Оценки
По мнению И. Е. Сурикова, знаменитые афинские ораторы IV века до н. э., в том числе и Эсхин, в своих речах не брезговали «грубыми искажениями фактов и даже их прямым изобретением», что следует помнить при ознакомлении с их трудами. Эсхин был одним из наиболее ярких представителей партии Евбула, который выступали за «мир любой ценой» с Македонией. Политическая позиция Демосфена и его сторонников была иной. Они считали войну неминуемой и настаивали на привлечении всех ресурсов для сохранения могущества Афин и противостоянии македонской экспансии Филиппа II. Соответственно, их противостояние стало проявлением внутриафинской дискуссии в обществе о дальнейшем пути развития, сражением в суде двух наиболее талантливых представителей партий с разными взглядами по наиболее острому вопросу. Возможно, Эсхин и получил некоторые деньги от Филиппа II, однако в своих действиях он руководствовался собственными, не обязательно верными, представлениями о благе государства.

## Тексты и переводы
- Эсхин. Речи против Ктесифонта (III). / Пер. К. Нейлисова. СПб., 1887. 119 стр.
- Оратор Эсхин. Речь II. / Пер. и примеч. Курс проф. Н. И. Новосадского. М., 1912. 86, 79 стр.
- Эсхин. Речи. / Пер. Л. М. Глускиной (III), Н. И. Новосадского (II), Э. Д. Фролова (I). // Вестник древней истории. 1962. № 3-4.
- Эсхин. О предательском посольстве (II). / Пер. С. Ошерова. Против Ктесифонта о венке (III). / Пер. С. Ошерова, М. Гаспарова. // Ораторы Греции. М., 1985. С. 127—210.
- В серии «Loeb classical library» сочинения изданы под № 106.
- В серии «Collection Budé» сочинения опубликованы в 2 томах: Eschine. Discours:
  - Tome I: Contre Timarque. — Sur l’Ambassade infidèle. Texte établi et traduit par G. de Budé et V. Martin. 5e tirage 2002. XXIX, 307 p. ISBN 978-2-251-00113-5
  - Tome II: Contre Ctésiphon. — Lettres. Texte établi et traduit par G. de Budé et V. Martin. Index. 5e tirage 2002. 276 p. ISBN 978-2-251-00114-2

### Исследования
- Суриков И. Е. Античная Греция: политики в контексте эпохи. На пороге нового мира. — М.: Русский фонд содействия образованию и науке, 2015. — 392 с. — ISBN 978-5-91244-140-0.
- Heckel W. Who's Who in the Age of Alexander and his Successors. From Chaironea to Ipsos (338—301 BC) (англ.). — Barnsley: Greenhill Books, 2021. — 554 p. — ISBN 978-1-78438-648-1.